# Писаревка (Башкортостан)
Писаревка (баш. Писаревка) — деревня в Кызыльском сельсовете муниципального района Альшеевский район Республики Башкортостан России.

## Географическое положение
Расстояние до:
- районного центра (Раевский): 41 км,
- центра сельсовета (Тавричанка): 3 км,
- ближайшей железнодорожной станции (Раевка): 61 км.

## Население
| 2002 | 2009 | 2010 |
| ---- | ---- | ---- |
| 24   | ↘1   | ↘0   |

Согласно переписи 2002 года, преобладающая национальность — русские (29 %).

## Известные жители
- Иван Яковлевич Гайдым — Герой Советского Союза (1944).
- Иркабаев Мавлит Манибаевич — известный башкирский бизнесмен. Ветеран труда Российской Федерации.